# Zygmunt Jędrzejewski
Zygmunt Jędrzejewski (ur. 29 czerwca 1932 w Osinach) – polski robotnik, poseł na Sejm PRL VIII kadencji.

## Życiorys
Uzyskał wykształcenie podstawowe. Pracował jako starszy brygadzista w Zarządzie Portu „Gdańsk”. W latach 1980–1985 pełnił mandat posła na Sejm PRL VIII kadencji w okręgu Gdańsk z ramienia Polskiej Zjednoczonej Partii Robotniczej. Zasiadał w Komisji Gospodarki Morskiej i Żeglugi, Komisji Handlu Zagranicznego oraz w Komisji Współpracy z Zagranicą i Gospodarki Morskiej.